# Langen (Cuxhaven)
Langen é uma cidade da Alemanha localizada no distrito de Cuxhaven, estado de Baixa Saxônia.